# جبهة تحرير أورومو

علم أورومو

جبهة تحرير أورومو (بالإنجليزية: Oromo Liberation Front، واختصارًا OLF)‏ هي منظمة أسسها في عام 1973 وطنيون من شعب الأورومو وتنادي بتقرير مصير شعب أورومو وتصفها الحكومة الإثيوبية بأنها منظمة إرهابية. وبالرغم من أن الجبهة لم تلجأ للعنف منذ عام 2002، تقول بعض التقارير أن نشاطها (غير العنيف) قد ازداد بعد الانتخابات العامة في 2005. الجبهة لها مكاتب في واشنطن وبرلين، ومنهما تبث محطات إذاعة أورومية باللغتين الأمهرية وأفان.